# Malachietijsvogel
De malachietijsvogel of kleine gekuifde ijsvogel (Corythornis cristatus synoniem: Alcedo cristata) is een ijsvogelsoort uit Afrika.

## Kenmerken
De vogel is gemiddeld 13 cm lang en weegt 12 tot 19 g. Op de kruin zitten lange veertjes met afwisselend licht groenachtig blauw en zwarte bandjes die zo een kuifje vormen. Onder het oog tot op de borst is de ijsvogel oranje tot roodbruin. Op de kin is een wit vlekje en ook op de nek zit een duidelijke witte vlek. Van boven is de vogel glanzend ultramarijn blauw. Volwassen vogels hebben rode poten en een rode snavel. Onvolwassen vogels zijn doffer van kleur en hebben een donkere snavel en poten.

## Leefwijze
De vogel jaagt op waterdieren zoals kreeftachtigen, padden, kikkers, kleine vissen, waterinsecten waaronder waterkevers en de larven van libellen. Soms worden ook prooien van het land bejaagd, zoals sprinkhanen en hagedissen.

## Verspreiding en leefgebied
Er zijn vijf ondersoorten:
- C. c. galeritus (Senegal tot Oost-Afrika en verder tot Noord-Angola en Malawi)
- C. c. nais (Príncipe)
- C. c. thomensis (São Tomé)
- C. c. cristatus (Zuid-Angola tot Zuid-Mozambique en het oosten van Zuid-Afrika)
- C. c. stuartkeithi (Soedan en Ethiopië)

Het leefgebied bestaat uit een groot aantal landschapstype met rijk begroeid water zoals zoetwatermoerassen, plassen, beken, langzaam stromende rivieren, riviermondingen, mangrovebos, waterzuiveringsinstallaties en irrigatiekanalen, mits met begroeiing in de buurt. In de broedtijd meer in de buurt van kleine watertjes met steile wanden waarin de vogel in holen broedt. Komt in het hooggebergte van Oost-Afrika voor tot op 3000 m boven de zeespiegel.

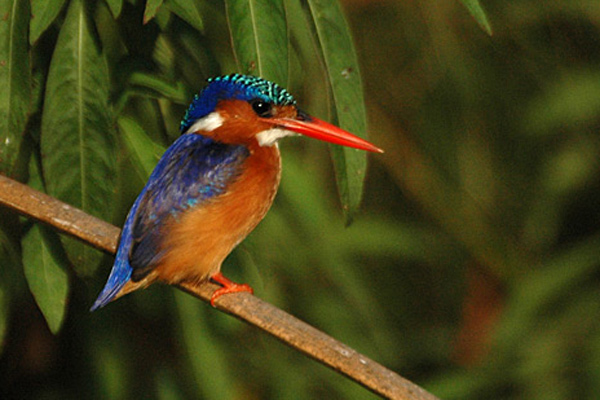
Volwassen, Lake Mburo, Oeganda
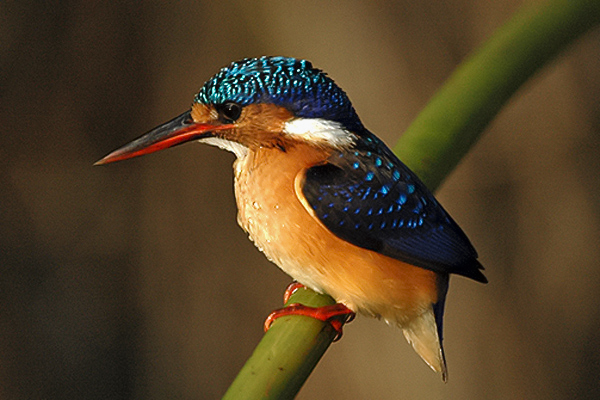
Onvolwassen, Lake Mburo, Oeganda

## Status
De grootte van de populatie is niet gekwantificeerd. De vogel komt wijd verspreid voor en is niet zeldzaam. Er is geen aanleiding te veronderstellen dat de soort in aantal achteruit gaat. Om deze redenen staat de malachietijsvogel als niet bedreigd op de Rode Lijst van de IUCN.